# Mrs. Tingle
Pour plus de détails, voir Fiche technique et Distribution.
Mrs. Tingle  ou Attention Madame Tingle au Québec (Teaching Mrs. Tingle) est un film américain réalisé par Kevin Williamson, sorti en 1999.

## Synopsis
Une professeur, Mrs. Tingle, terrorise les élèves de Grandsboro High. Leigh Ann Watson a besoin de la note maximale en histoire pour pouvoir obtenir une bourse d'études. Alors qu'elle est accusée de tricherie avec deux de ses amis, ils vont devoir prouver leur innocence et jouer plus malin que leur professeure en la kidnappant.

## Fiche technique
- Titre original : Teaching Mrs. Tingle
- Titre français : Mrs. Tingle
- Titre québécois : Attention Madame Tingle
- Réalisation : Kevin Williamson
- Scénario : Kevin Williamson
- Musique : John Frizzell
- Photographie : Jerzy Zielinski
- Montage : Debra Neil-Fisher
- Décors : Naomi Shohan
- Costumes : Susie DeSanto
- Production : Cathy Konrad
- Production déléguée : Ted Field, Cary Granat, Erica Huggins, Scott Kroopf, Bob Weinstein et Harvey Weinstein
- Sociétés de production : Interscope Communications, Konrad Pictures et Miramax Films
- Sociétés de distribution : Dimension Films (États-Unis), BAC Films (France), RCV Film Distribution (Belgique)
- Budget : 13 millions de $US[1],[2]
- Pays de production :  États-Unis
- Format : Couleur (Technicolor) - Son : Dolby Digital, SDDS - 1,85:1 - Format 35 mm
- Genre : Thriller, Comédie
- Durée : 96 minutes
- Dates de sortie :
  - États-Unis : 20 août 1999
  - France, Suisse : 17 novembre 1999
  - Belgique : 24 novembre 1999

## Distribution
- Helen Mirren (VF : Annie Le Youdec ; VQ : Madeleine Arsenault) : Mrs. Tingle
- Katie Holmes (VF : Barbara Villesange ; VQ : Julie Burroughs) : Leigh Ann Watson
- Jeffrey Tambor (VF : Jean-Jacques Moreau ; VQ : Jean-Marie Moncelet) : le coach Wenchell
- Barry Watson (VF : Emmanuel Garijo ; VQ : Martin Watier) : Luke Churner
- Marisa Coughlan (VF : Barbara Delsol ; VQ : Caroline Dhavernas) : Jo Lynn Jordan
- Liz Stauber (VF : Julie Turin ; VQ : Geneviève Angers) : Trudie Tucker
- Michael McKean (VF : Michel Voletti) : le principal Potter
- Molly Ringwald (VQ : Lisette Dufour) : Mlle Banks
- Vivica A. Fox (VF : Marjorie Frantz) : Mlle Gold
- John Patrick White (VF : Julien Sibre) : Brian Berry
- Robert Gant : le professeur
- Michael Landon (VF : Bernard Métraux) : Charles Ingalls (dans un extrait de La Petite Maison dans la prairie, non crédité)

Source et légende : VF = Version Française et VQ = Version Québécoise.

## Accueil
Le film a été un échec commercial, rapportant environ 14 651 000 $ au box-office mondial, dont 8 951 000 $ en Amérique du Nord, pour un budget de 13 000 000 $. En France, il a réalisé 302 732 entrées.
Il a reçu un accueil critique défavorable, recueillant 19 % de critiques positives, avec une note moyenne de 4/10 et sur la base de 69 critiques collectées, sur le site agrégateur de critiques Rotten Tomatoes. Sur Metacritic, il obtient un score de 35/100 sur la base de 32 critiques collectées.

## Distinctions

### Nominations
- 2000 : Saturn Award, catégorie Meilleur film d'horreur
- 2000 : MTV Movie Award, catégorie Meilleur baiser entre Katie Holmes et Barry Watson
- 2000 : Teen Choice Award

## Autour du film
- Initialement le film devait s'intituler Killing Mrs. Tingle, mais fut changé en Teaching Mrs. Tingle à la suite des évènements de la fusillade du lycée Columbine[7].
- En Allemagne, le titre Tötet Mrs. Tingle (Kill Mrs. Tingle) fut aussi remplacé par Mrs. Tingle (Save Mrs. Tingle) à cause d'un incident similaire à la fusillade du lycée Columbine[7].
- Mrs. Tingle fut parodié dans Scary Movie.